# Nematus leptostigma
Nematus leptostigma är en stekelart som först beskrevs av Lindqvist 1957.  Nematus leptostigma ingår i släktet Nematus, och familjen bladsteklar. Arten är reproducerande i Sverige.